# Laurentius Petri Aboicus
Laurentius Petri Aboicus, född 1605 i Åbo, död 1671, var en finländsk präst och religiös författare, kyrkoherde i Tammela från 1648.
Laurentius Petri Aboicus, även kallad L.P. Tammelinus, utgav en märkvärdig krönika Ajan tieto Suomenmaan menois ja uscost (1658), det första finskspråkiga historieverket. Hans sonson var Lars Tammelin.